# Flesh Wounds
Flesh Wounds è un film per la televisione statunitense del 2011 diretto da Dan Garcia.
È un film di fantascienza con protagonisti Kevin Sorbo, nel ruolo del tenente Tyler, a capo di una squadra di soldati che deve fermare un androide creato dall'esercito, Heather Marie Marsden e Bokeem Woodbine.

## Produzione
Il film, diretto da Dan Garcia su una sceneggiatura di Gabriel Saint, fu prodotto dallo stesso Dan Garcia per la Most Wanted Films e girato nella Louisiana con un budget stimato in 2.500.000 dollari.

## Distribuzione
Il film fu trasmesso negli Stati Uniti nel 2011. È stato poi distribuito negli Stati Uniti e in DVD dal 26 luglio 2011. È stato distribuito anche in Germania con il titolo Flesh Wounds - Blutige Wunden.